# 聖安娜區 (卡斯特羅維雷納省)
聖安娜區（西班牙語：Distrito de Santa Ana），是秘魯的一個區，位於該國中南部萬卡韋利卡大區的卡斯特羅維雷納省，始建於1965年1月8日，面積622.1平方公里，海拔高度4,473米，2005年人口1,208，人口密度每平方公里1.9人。